# Classe Victor
La classe Victor o Progetto 671 (in cirillico: Проект 671; nome in codice NATO: Victor) è una classe di sottomarini d'attacco a propulsione nucleare (SSN) di fabbricazione sovietica entrata in servizio a partire dal 1967 presso i ranghi della Marina sovietica ed il cui nome in codice è divenuto, in Occidente, più noto dell'originale denominazione di progetto.
Progettati per attaccare unità navali avversarie sia subacquee che di superficie, sono stati sviluppati in più serie: l'ultima in ordine cronologico è la Victor III (in cirillico: Проект 671PTM/PTMK Щу́ка) introdotta a partire dal 1979.
Al 2021, dei 49 battelli realizzati solo 2 prestano servizio attivo nella Marina russa.

## Versioni

### Progetto 671 Ërš
Versione originale prodotta in 16 esemplari ed entrata in servizio nel 1967, a cui fu attribuito il nome in codice NATO Victor I. Armata di 6 tubi lanciasiluri 533 mm per siluri e missili antisommergibile SS-N-15. Lunghi 92,5 metri, sono stati tutti posti fuori servizio e demoliti.

### Progetto 671RT Сёмга
Versione aggiornata prodotta in 7 esemplari ed entrata in servizio nel 1972, a cui fu attribuito il nome in codice NATO Victor II, anche se inizialmente furono designati col codice Uniform. Dotati di una maggiore silenziosità avevano una lunghezza fuori tutto di 102 metri. Tutti gli esemplari di questo progetto sono stati posti fuori servizio e demoliti.

### Progetto 671RTM / RTMK Щу́ка
Versione aggiornata prodotta in 26 unità ed entrata in servizio nel 1979, a cui fu attribuito il nome in codice NATO Victor III. Più silenziosa delle precedenti, presentano un caratteristico pod idrodinamico collocato sulla cima della pinna del timone di coda. Il pod, successivamente incorporato nei SSN di classe Sierra e Akula, funge da alloggiamento per un sonar passivo trainato avvolgibile, fotografato in funzione nell'ottobre 1983 dalle forze USA, quando il K-324, fu costretto ad un'emersione di emergenza ad ovest delle Bermuda. Prodotti fino al 1991, erano lunghi 106 m. Solo 2 in servizio attivo al 2021.

## Unità
Sono elencate di seguito solo le unità in servizio attivo al 2021:
| Nome                              | Impostazione                      | Varo                              | Entrata in servizio               | Flotta                            | Stato                             | Note                              |
| Progetto 671RTM/RTMK (Victor III) | Progetto 671RTM/RTMK (Victor III) | Progetto 671RTM/RTMK (Victor III) | Progetto 671RTM/RTMK (Victor III) | Progetto 671RTM/RTMK (Victor III) | Progetto 671RTM/RTMK (Victor III) | Progetto 671RTM/RTMK (Victor III) |
| --------------------------------- | --------------------------------- | --------------------------------- | --------------------------------- | --------------------------------- | --------------------------------- | --------------------------------- |
| Obninsk                           | 7 dicembre 1988                   | 5 agosto 1989                     | 30 dicembre 1990                  | del Nord                          | Attivo                            | aggiornato nel 2016               |
| Tambov                            | 31 gennaio 1991                   | 17 ottobre 1991                   | 24 settembre 1992                 | del Nord                          | Attivo                            | aggiornato nel 2022               |

## Utilizzatori

### Presenti
Russia
- Voenno-morskoj flot (Federazione Russa)

### Passati
Unione Sovietica
- Voenno-morskoj flot (Unione Sovietica)